# О-Сак-Хеев-Чан-Кавиль
О-Сак-Хеев-Чан-Кавиль (майя 'o saak he'w chan? k'awiil «? сияющий ?») — правитель древнего майяского царства Мутуль со столицей в Тикале или же небольшого городка.

## Биография
Единственное упоминание О-Сак-Хеев-Чан-Кавиля находится на надписи на его собственном блюде, которое, по стилю, относят к Позднему классическому периоду (600-900 г.). На надписи он упомянут как «Священный Мутульский владыка» (титул царей Тикаля), но из-за распада Мутуля нет возможности заявить, правил он в Тикале или в другом небольшом городке, который мог сформироваться из-за этого распада.
Если принять версию, что О-Сак-Хеев-Чан-Кавиль действительно обладал властью в царстве Мутуль, то предполагается[кем?], что он являлся преемником Хун-Неналь-Кавиля, воцарившись в IX веке, а его преемником был Хасав-Чан-Кавиль II, последний известный правитель Тикаля.